# George Paget Thomson
George Paget Thomson (3. května 1892, Cambridge – 10. září 1975, Cambridge) byl britský fyzik a nositel Nobelovy ceny. Zpočátku kariery se věnoval aerodynamice, pak difrakci elektronů a principům duality částic a vlnění. Během druhé světové války se zabýval možností výroby atomové bomby a spolupracoval s americkým projektem Manhattan. Na konci své kariery se specializoval na jadernou fyziku se zaměřením na vojenské aplikace, ale také pro mírové účely. V pozdějším věku se zabýval filozofickými otázkami a hodnotou vědy ve společnosti.
V roce 1937 byla Thomsonovi udělena Nobelova cena za fyziku - za experimentální objev rozptylu elektronů na krystalech a za objev vlnových vlastností elektronu. O cenu se podělil s americkým fyzikem Clintonem Joseph Davissonem, který učinil stejný objev nezávisle na něm.
Jeho otcem byl objevitel elektronu a nositel Nobelovy ceny Josewph John Thomson.

## Vzdělání
Thomson se narodil v Cambridgi v Anglii jako syn fyzika a nositele Nobelovy ceny Josewpha Johna Thomsona a Rose Elisabeth Pagetové, dcery lékaře George Edwarda Pageta. Jeho otec je považován za objevitele elektronu a jeho matka byla jednou z prvních výzkumných pracovnic v Cavendishově laboratoři. Thomson navštěvoval The Perse School v Cambridgi a poté studoval matematiku a fyziku na Trinity College v Cambridgi.
Po vypuknutí první světové války v roce 1914 byl povolán do královnina královského pluku West Surrey. Po krátké službě ve Francii přešel v roce 1915 do RFC (Royal Flying Corps), aby se věnoval výzkumu aerodynamiky ve snaze zlepšit stabilitu letadel. Pracoval v Royal Aircraft Establishment ve Farnborough. S britskou misí strávil osm měsíců také v USA. V roce 1920 rezignoval na hodnost kapitána.

## Kariéra
Po první světové válce se Thomson stal stipendistou v Cambridgi a poté se přesunul na univerzitu v Aberdeenu. Pokud se týká výzkumu, šel ve šlépějích svého otce. Zatímco jeho otec viděl elektron jako částici, jemu se podařilo elektron difraktovat jako vlnu. Při experimentech s rozptylem elektronů v tenkých kovových vrstvách (3,10−6 cm) se známými krystalovými strukturami (hliník, zlato a platina) zjistil rozměry pozorovaných difrakčních obrazců. Ve všech případech byly jím pozorované difrakce do 5 % předpovězených hodnot daných de Broglieho vlnovou teorií. Tento objev poskytl další důkaz pro princip vlnově-částicové duality, který byl poprvé popsán Louisem de Brogliem ve 20. letech 20. století (De Broglieho hypotéza).
V letech 1929 až 1930 Thomson přednášel na Cornellově univerzitě v Ithace ve státě New York.  V roce 1930 byl jmenován profesorem na Imperial College v Londýně na místo zesnulého Hugha Longbourna Callendara.
V roce 1937 byla Thomsonovi udělena Nobelova cena za fyziku za objevu vlnových vlastností elektronu.  O cenu se podělil s americkým fyzikem Clintonem Joseph Davissonem, který učinil stejný objev nezávisle na něm.

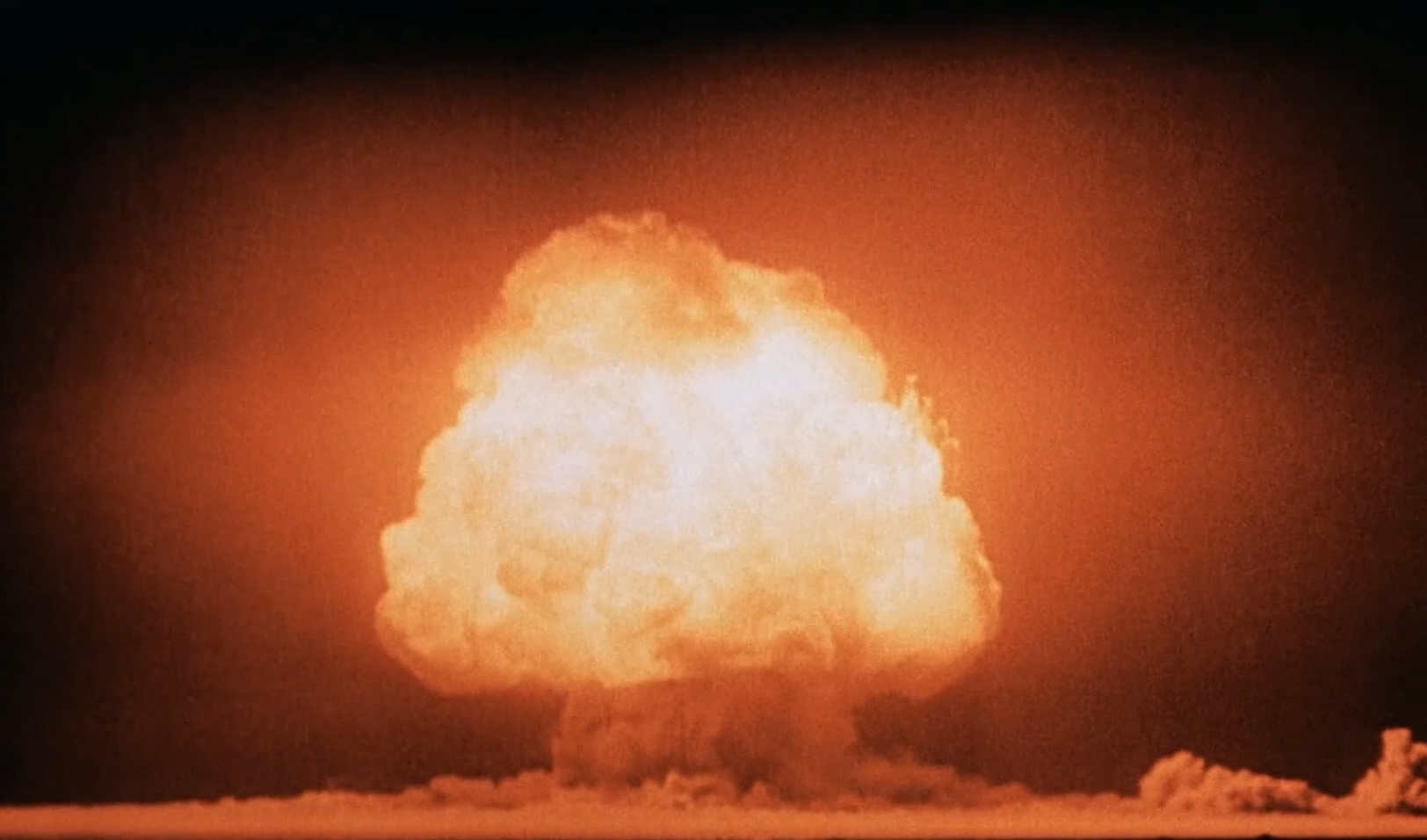
První testovací jaderný výbuch Trinity v roce 1945

Na konci 30. let a během druhé světové války se specializoval na jadernou fyziku se zaměřením na praktické vojenské aplikace. V letech 1940–1941 byl předsedou klíčového výboru MAUD (také Vojenské využití uranu), což bylo sdružení britských vědců, které existovalo od dubna 1940 do března 1941 a zabývalo se možností sestrojení atomové bomby. Zprávy výboru měly velký význam na následné rozhodnutí vyrobit první atomovou bombu v rámci projektu Manhattan (přísně tajný americký vývoj atomové bomby). Thomson později odešel do Ottawy jako vědecký styčný důstojník a úzce spolupracoval s projektem Manhattan.
Po druhé světové válce nastoupil na Imperial College, kde začal zkoumat možnosti výroby jaderné energie z deuteria. Zůstal tam až do roku 1952, kdy se stal magistrem Corpus Christi College v Cambridge. V roce 1964 škola uctila jeho funkční období budovou George Thomson Building, dílem modernistické architektury v kampusu univerzity v Leckhamptonu.
V pozdějším věku pokračoval v práci zabývající se jadernou energií, ale také psal o aerodynamice a hodnotě vědy ve společnosti.

## Výzkum

Difrakce vlnění - pokud je průměr otvoru výrazně menší než vlnová délka, vytvoří se za ní sférické vlny.

- Difrakce vlnění - pokud je průměr otvoru výrazně menší než vlnová délka, vytvoří se za ní sférické vlny.Během první světové války se věnoval aerodynamice a jeho první vědecká práce byla z oblasti aplikované aerodynamiky, kde využil materiál získaný experimentálními pracemi v armádě.
- V letech 1927 - 1928 soustředil veškerou svou pozornost na studium elektronů a jako jeden z prvních zkoumal ohyb (difrakci) elektronů na krystalové mřížce. Ověřil teorii Louise de Broglieho o vlnové povaze částic. Při svých experimentech používal vysoké urychlovací napětí, tedy elektrony o vysoké energii.
- Zkonstruoval přístroj elektronový difraktograf, který registroval ohyb elektronů fotograﬁcky a který měl velký vliv na rozvoj experimentální techniky elektronograﬁe.
- Od roku 1932 se intenzivně zabýval jadernou fyzikou. V roce 1939 upozornil anglické ministerstvo letectví na možnost konstrukce jaderných zbraní. V letech 1940 až 41 se stal předsedou anglického výboru pro jadernou energii. Byl pověřen výzkumem využití jaderné energie a snažil se přispět k jejímu mírovému vyžití.
- V padesátých letech ho zaujaly problémy termonukleární přeměny a věnoval se konstrukci zařízení pro získání velmi vysokých teplot, což se později uplatnilo v anglickém nukleárním středisku v Harwellu (Harwell Science and Innovation Campus).

## Osobní život
V roce 1924 se Thomson oženil s Kathleen Buchanan Smithovou, dcerou reverenda Sira George Adama Smithe, ředitele univerzity v Aberdeenu. Měli spolu dva syny a dvě dcery.
Jeden z jejich synů, sir John Thomson (1927–2018), se stal vysoce postaveným diplomatem, který působil jako vysoký komisař v Indii (1977–82) a stálý zástupce při OSN (1982–87). Jejich vnuk Sir Adam Thomson (1955) se také stal vysoce postaveným diplomatem, působil jako vysoký komisař v Pákistánu (2010–2013) a jako stálý zástupce při NATO (2014–2016). Jedna z dcer, Lillian Clare Thomsonová, se provdala za jihoafrického ekonoma a horolezce Johannese de Villiers Graaffa.
Manželka Kathleen zemřela v roce 1941 a Thomson zemřel 10. září 1975 v Cambridgi ve věku 83 let. Je pohřben se svou ženou na farním hřbitově v Grantchesteru jižně od Cambridge.

## Ocenění
- V roce 1937 získal Nobelovu cenu za fyziku.
- V roce 1943 byl povýšen do rytířského stavu.
- V letech 1959–1960 přednesl významný projev Dva aspekty vědy jako prezident Britské asociace.